# Bellator 175
Bellator 175: Rampage vs. King Mo 2 foi um evento de artes marciais mistas (MMA) produzido pelo Bellator Fighting Championships, realizado no dia 31 de março de 2017, na Allstate Arena, em Rosemont, Illinois. O evento foi transmitido no Brasil pelo FOX Sports, a partir das 22:00h, no horário de Brasília.

## Background
O evento foi encabeçado por uma luta no peso-pesado, entre o ex-Campeão Peso-Meio-Pesado do UFC, Quinton Jackson, e o ex-Campeão Meio Pesado do Strikeforce, Muhammed Lawal.
Na pesagem, Emmanuel Sanchez não bateu o limite do peso-pena, de 146 libras (66,2 kg), batendo 149,5 libras (67,8 kg). A luta ocorreu em peso-casado.